# Giraldo González
Giraldo González Arango (Los Palacios; 29 de mayo de 1958-28 de agosto de 2021) fue un jugador y entrenador de béisbol cubano.

## Carrera deportiva
Debutó en la XVIII Serie Nacional de Béisbol, 1978-1979, como torpedero de Vegueros. Se mantuvo en este equipo durante quince años en los que tuvo una destacada actuación.
Participó en eventos nacionales e internacionales tales como, Copa José Antonio Huelga, Juegos Centroamericanos y del Caribe (1982), Juegos Panamericanos de 1987, Copa Intercontinental de Béisbol de 1987 y otros.
Giraldo González falleció el 28 de agosto de 2021 tras contraer COVID-19. Tenía sesenta y tres años.